# NGC 3423
NGC 3423 é uma galáxia espiral (Sc) localizada na direcção da constelação de Sextans. Possui uma declinação de +05° 50' 24" e uma ascensão recta de 10 horas, 51 minutos e 14,4 segundos.
A galáxia NGC 3423 foi descoberta em 23 de Fevereiro de 1784 por William Herschel.